# Către Helen (1831)

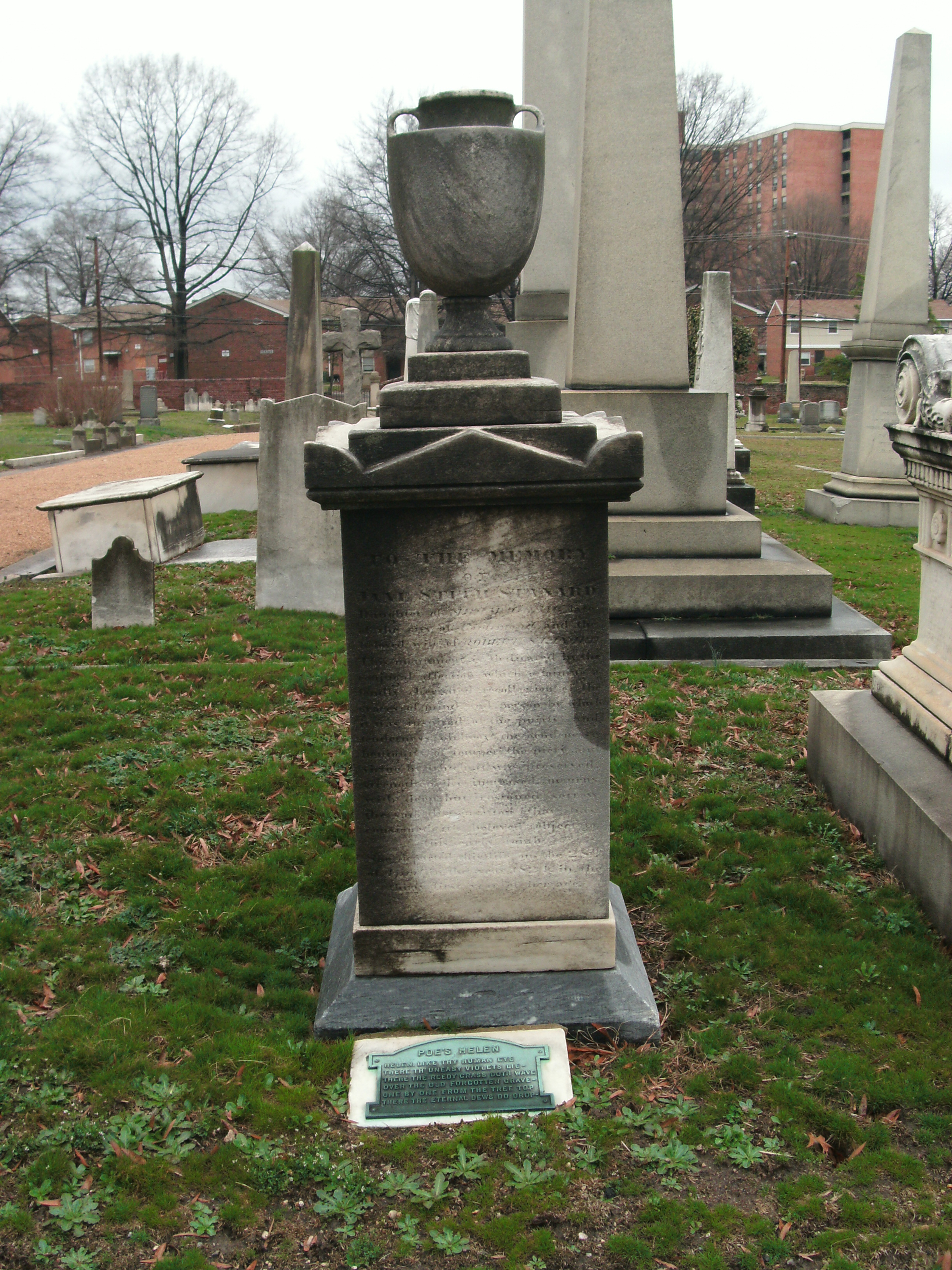
Mormântul lui Jane Stanard din Cimitirul Shockoe Hill, Richmond, Virginia. Ultima strofă din „Către Helen” este înscrisă pe placa de bronz de la baza pietrei funerre.

„Către Helen” (în engleză To Helen) este primul din cele două poeme cu acest titlu scrise de poetul american Edgar Allan Poe. Poemul cu 15 versuri a fost scris în onoarea lui Jane Stanard, mama unui prieten din copilărie. El a fost publicat pentru prima dată în volumul Poems of Edgar A. Poe din 1831. A fost apoi republicat în 1836, în Southern Literary Messenger.

## Analiză
În „Către Helen”, Poe celebrează puterea inspiratoare a femeii. Poe a fost inspirat în parte de Samuel Taylor Coleridge, în special în cel de-al doilea vers („Like those Nicean barks of yore”) care seamănă cu un vers din poezia „Youth and Age” a lui Coleridge („Like those trim skiffs, unknown of yore”).
Poe a revizuit poemul în 1845, făcând mai multe îmbunătățiri și schimbând mai ales „the beauty of fair Greece, and the grandeur of old Rome” cu „the glory that was Greece and the grandeur that was Rome”. Cercetătorul Jeffrey Meyers s-a referit la aceste două versuri ca fiind „două dintre cele mai frumoase și mai faimoase versuri ale lui Poe”.

### Aluzii
Referindu-se la Helen, Poe ar putea face aluzie la Elena din Troia, care este considerată a fi cea mai frumoasă femeie ce a trăit vreodată - potrivit zeiței Venus în mitul cunoscut ca Judecata lui Paris. El face, de asemenea, o referire la Psyche, o prințesă frumoasă care a devenit iubita lui Cupidon. Psyche a reprezentat sufletul la vechii greci, iar Poe o compară pe Helen cu sufletul „regiunilor care sunt Țara Sfântă”, adică sufletul Greciei de unde s-au răspândit atât de multe dintre idealurile noastre de frumusețe, democrație și cunoaștere. În greaca veche, numele Helen semnifică literalmente „lumina soarelui; strălucitoare ca zorii”. „Lampa de agată” se poate referi la momentul în care Psyche a descoperit adevărata identitate a lui Cupidon îndreptând asupra lui o lampă strălucitoare în timpul nopții; ea se referă și la cunoștințele luminate ale lumii antice, care încă influențează cultura occidentală de astăzi. Guy Davenport a afirmat că Poe este „în mod normal mult mai exact decât se crede că ar fi”:
„ Sappho, pe care Poe o imită, a comparat frumusețea unei femei cu o flotă de nave. Byron scrisese anterior versurile pe care Poe le parafrazează în „gloria a fost a Greciei / și grandoarea a fost a Romei”. Dar cum de Helen este, de asemenea, Psyche; care este hoinarul ce vine acasă? Cercetătorii nu sunt siguri. De fapt, poezia nu este ușor de apărat împotriva stricteții criticilor. Putem să subliniem că „niceeană” nu este, așa cum s-a pretins, o expresie un pic păsărească, ci adjectivul pentru orașul Nice, unde era un port naval major: flota lui Marc Antoniu a fost construită acolo. Putem apăra marea parfumată, care a fost numită o expresie prostească, observând că navele clasice nu au pierdut niciodată din vedere pământul, și se putea simți mirosul livezilor de pe țărm, uleiul parfumat era o industrie vastă în vremurile clasice, iar navele încărcate cu el miroseau mai bine decât o încărcătură de oi.”

## Istoricul publicării
Poemul a fost publicat pentru prima dată în volumul Poems of Edgar A. Poe din 1831. El a fost apoi republicat în 1836, în Southern Literary Messenger.
Prima traducere în limba română a fost realizată de Emil Gulian și publicată în 1938 în volumul Poemele lui Edgar Allan Poe, editat de Fundația pentru Literatură și Artă „Regele Carol al II-lea” din București.

## Textul poemului
| Versiunea originală din 1831 | Versiunea revizuită din 1845 |
| --- | --- |
| Helen, thy beauty is to me Like those Nicean barks of yore, That gently, o'er a perfum'd sea, The weary way-worn wanderer bore To his own native shore. On desperate seas long wont to roam, Thy hyacinth hair, thy classic face, Thy Naiad airs have brought me home To the beauty of fair Greece, And the grandeur of old Rome. Lo! in that little window-niche How statue-like I see thee stand! The folded scroll within thy hand — A Psyche from the regions which Are Holy land! | Helen, thy beauty is to me Like those Nicean barks of yore That gently, o'er a perfumed sea, The weary, way-worn wanderer bore To his own native shore. On desperate seas long wont to roam, Thy hyacinth hair, thy classic face, Thy Naiad airs have brought me home To the glory that was Greece, And the grandeur that was Rome. Lo, in yon brilliant window-niche How statue-like I see thee stand, The agate lamp within thy hand, Ah! Psyche, from the regions which Are Holy Land! |

## În cultura populară
- Acest poem a inspirat poezia „Banolata Sen” al poetului bengal din secolul al XX-lea Jibanananda Das.

- Poemul este recitat de Tom Hanks în filmul The Ladykillers (2003) al fraților Coen.

- Poemul este folosit de Dennis Barlow pentru a o seduce pe Aimée Thanatogenos în The Loved One de Evelyn Waugh[5]